# Damalis myops
Damalis myops är en tvåvingeart som beskrevs av Fabricius 1805. Damalis myops ingår i släktet Damalis och familjen rovflugor. Inga underarter finns listade i Catalogue of Life.